# Helmut Hofer (Zoologe)

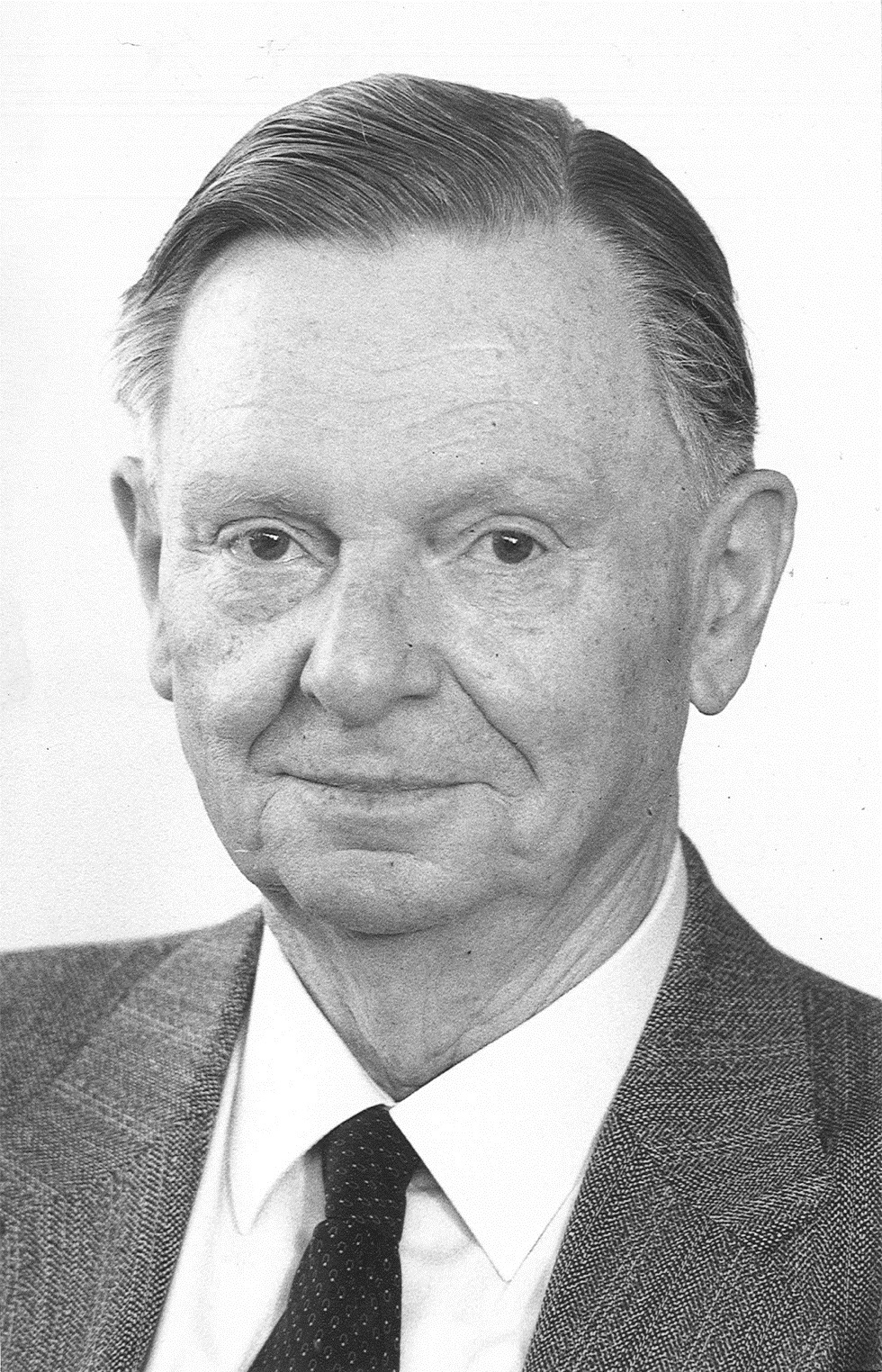
Helmut Otto Hofer (1985)

Helmut Otto Hofer (* 22. Dezember 1912 in Mährisch-Weißkirchen, Mähren; † 26. Juli 1989 in Kassel) war ein österreichischer Zoologe und Morphologe.
Hofer erhielt seinen Doktortitel der Philosophie von der Universität Wien im Jahre 1937. Er beantragte am 3. Juni 1938 die Aufnahme in die NSDAP und wurde rückwirkend zum 1. Mai aufgenommen (Mitgliedsnummer 6.221.925). 1939 war er als wissenschaftlicher Hilfsarbeiter am Museum für Völkerkunde in Dresden, 1940 wurde er zur Wehrmacht einberufen. Von 1949 bis 1953 war er wissenschaftlicher Assistent am Zoologischen Institut der Universität Wien, und von 1953 bis 1965 war er Forscher im Max-Planck-Institut für Hirnforschung in Gießen, seit 1962 in Frankfurt am Main. 1965 wechselte er an das Delta Regional Primate Research Center (jetzt Tulane National Primate Research Center) in Covington, Louisiana, U.S.A., wo er bis zu seiner Emeritierung 1977 blieb. Von da an bis zu seinem Tode 1989 führte er seine Arbeit am Institut für Zoologie und vergleichende Anatomie der Universität Kassel weiter.
Helmut O. Hofer ist bekannt für seine Beiträge zu den Fächern Gehirnanatomie, vergleichende Anatomie, Paläontologie und Primatologie, für die er den „Senior Scientist Award“ von der Alexander-von-Humboldt-Stiftung erhielt. Er war der erste Generalsekretär der Internationalen Primatologischen Gesellschaft. 1958 führte er den Begriff “zirkumventrikuläre Organe” ein, um ungewöhnliche Strukturen um die Ventrikel des Gehirns zu beschreiben.

## Schriften
- Der Formenkreis Carduelis carduelis und die phylogenetische Ableitung seiner Rassen. In: Verhandlungen der Zoologisch-Botanischen Gesellschaft in Wien. Band 85, 1936, S. 60–87 (zobodat.at [PDF]).
- Über Gehirn und Schädel von Megadalapsis edwardsi G. Grandidier (Lemuroidea), nebst Bemerkungen über einige airorhynche Säugerschädel und die Stirnhöhlenfrage. In: Z. f. wiss. Zoologie 157, Leipzig 1953, S. 220–284.
- mit Erich Thenius: Stammesgeschichte der Säugetiere. Eine Übersicht über Tatsachen und Probleme der Evolution der Säugetiere. Berlin/Göttingen/Heidelberg 1960.
- mit Günter Altner: Die Sonderstellung des Menschen. Naturwissenschaftliche und geisteswissenschaftliche Aspekte. Gustav Fischer Verlag, Stuttgart 1972.
- Über die Interpretation der ältesten fossilen Primatengehirne. Bibliotheca primat, Basel/New York 1962.
- Zur Morphologie der circumventriculären Organe des Zwischenhirns der Säugetiere. In: Verhandlungen der Deutschen Zoologischen Gesellschaft. Band 55, 1958, S. 202–251, PMID 20926517.